# Bernhard Kaun
Bernhard Theodor Ludwig Kaun (* 5. April 1899 in Milwaukee, USA; † 3. Januar 1980 in Baden-Baden) war ein deutsch-amerikanischer Komponist insbesondere von Filmmusik.

## Leben
Als jüngstes Kind des deutschen Komponisten Hugo Kaun erhielt er seine erste musikalische Ausbildung vom Vater. 1902 zog Bernhard Kaun mit den vier älteren Geschwistern und der Mutter nach Berlin. Dort erlernte er früh das Violine- und Klavierspiel. Sein Violinlehrer war August Genzt. Während des Ersten Weltkrieges diente er als Soldat und war Klarinettist beim Militär. Sein dirigentisches Handwerkszeug erhielt er bei Rudolf Krasselt. Ab 1922 arbeitete er in Berlin als Orchestrator bereits für den amerikanischen Musik- und Filmverlag RCA Victor. Dabei lernte er den jungen amerikanischen Pianisten Heinz Eric Roemheld kennen. Es folgte die Zusammenarbeit mit dem Regisseur Fritz Lang. Kaun arrangierte die Wagnersche Musik zum 1. Teil (Siegfried) des Langschen Helden-Epos Die Nibelungen (1922/24). Im selben Jahr zog er nach New York, um mit weiteren Orchestrierungsarbeiten sein Geld zu verdienen. 1925 folgte eine Anstellung als Dirigent am damals größten Filmtheater der Welt, dem Alhambra Theatre in Milwaukee, als Nachfolger seines Freundes Heinz Roemheld. Wenig später folgte Kaun dem Ruf als Lehrer an die Eastman School of Music in Rochester. Dort kam es zur Freundschaft mit Howard Hanson, dessen Orgelkonzert op. 27 (UA 1926, verschollen) er orchestrierte, ebenso dessen op.25.
1930 folgte Bernhard Kaun dem Ruf nach Los Angeles. Heinz Roemheld, der seine musikalische Ausbildung auch bei Kaun sen. und Ferruccio Busoni in Berlin erhalten hatte, vermittelte ihn an die Universal Studios Hollywood. Die beiden Freunde komponierten 1937 zusammen die Musik zu dem Filmklassiker Mord im Nachtclub. Wenig später verpflichteten den jungen Komponisten und Orchestrator auch Warner Bros. und Paramount Pictures. In den nächsten Jahrzehnten sollte er weit mehr als 200 Filme und Fernsehfilme mit eigener und fremder Musik orchestriert und vertont haben. Sein Durchbruch kam bereits mit dem legendären Film Frankenstein, einem der ersten amerikanischen Tonfilme. In der Folge erhielt er zumeist Aufträge für so genannte B-Filme oder kleinere Beiträge zu Musikpartituren größerer Produktionen.
Als Orchestrator arbeitete er auch mit Max Steiner zusammen. Die Orchestrierungen von dessen Musiken zu King Kong und die weiße Frau (1933) und Vom Winde verweht stammen von ihm. Weitere Filmmusik-Aufträge führten ihn mit Erich Wolfgang Korngold (Hearts divided, 1936), Ernst Toch (Peter Ibbetson, 1935), Dimitri Tiomkin und Charlie Chaplin (Moderne Zeiten, 1936) zusammen, deren Musiken er ebenfalls orchestrierte. Dass sich Kaun zu dieser Zeit bereits im weltpolitischen, kulturellen Spannungsfeld zwischen emigrierten Komponisten einerseits und der neo-wagnerischen Musik seines Vaters Hugo Kaun andererseits befand, ist einer der Gründe für sein stilles Auftreten in der amerikanischen Musikgeschichte der 1930er- und 40er-Jahre.
Seine elektrisierende Farbigkeit ist eindeutig geprägt vom Spätwerk des Vaters, sowie von Richard Strauss, Jean Sibelius und Maurice Ravel. Bereits in den 1940er Jahren fand seine stilbildende Orchestrierung höchste öffentliche Anerkennung durch Igor Stravinsky. 1940 kehrte Bernhard Kaun nach New York zurück und komponierte konzertante Musik. Dann zog es ihn 1953 doch wieder nach Deutschland, wo er für die beiden deutschen Spielfilme Vom Himmel gefallen und Alle Wege führen heim die Musik schrieb und diese auch mit dem Symphonie-Orchester Graunke (ab 1990 Münchner Symphoniker) einspielte. Kaun war in zweiter Ehe mit der Gräfin Maria-Anna Grundemann von Falkenberg verheiratet. Er starb verarmt und wurde anonym beigesetzt.

## Filmografie (Auswahl)
- 1926: Die Tänzerin des Zaren
- 1928: Das Drama der Sintflut
- 1931: Frankenstein
- 1931: The Woman from Monte Carlo
- 1932: Ein Dieb mit Klasse
- 1932: Der Schrei der Menge
- 1932: Tiger Hai (Tiger Shark)
- 1932: Doctor X
- 1932: Jagd auf James A.
- 1932: Big City Blues
- 1932: Ein ausgefuchster Gauner (High Pressure)
- 1932: Rettender Ruin (A Successful Calamity)
- 1932: Luana (Bird of Paradise)
- 1932: Reise ohne Wiederkehr  (Co-Autor)
- 1932: 20.000 Jahre in Sing Sing
- 1932: The Crowd Roars
- 1932: In einem anderen Land (A Farewell to Arms)
- 1933: Das Geheimnis des Wachsfigurenkabinetts (Co-Autor)
- 1933: Der Frauenheld
- 1933: I Loved a Woman
- 1933: The Story of Temple Drake
- 1933: The House on 56th Street
- 1933: King Kong und die weiße Frau – Orchestrierung
- 1933: Mary Stevens, M. D.
- 1933: Christopher Strong – Orchestrierung
- 1933: Der Detektiv und die Spielerin (Private Detective 62)
- 1933: Urlaub vom Thron (The King's Vacation)
- 1933: Hotel auf dem Ozean (Luxury Liner)
- 1934: British Agent
- 1934: Ein feiner Herr (Jimmy the Gent)
- 1934: Ein schwerer Junge (The St. Louis Kid)
- 1934: Die Spielerin (Gambling Lady)
- 1934: Tag, Nellie! (Hi, Nellie!)
- 1934: Nebel über Frisco (Fog Over Frisco)
- 1934: Das Mädel aus der Unterwelt (Upperworld)
- 1935: Frisco Kid
- 1935: Öl für die Lampen Chinas (Oil for the Lamps of China)
- 1935: Stadt an der Grenze (Bordertown)
- 1935: Der Jazzkadett (Shipmates Forever)
- 1935: Der FBI-Agent (Co-Autor)
- 1935: The Goose and the Gander
- 1935: In blinder Wut
- 1935: Living on Velvet
- 1935: Stranded
- 1935: Go Into Your Dance
- 1935: The Case of the Curious Bride
- 1936: Höhe Null (Co-Autor)
- 1936: Wem gehört die Stadt? (Co-Autor)
- 1936: Der versteinerte Wald
- 1936: Zwei gegen die Welt (Two Against the World)
- 1936: China Clipper
- 1936: Louis Pasteur (Co-Autor)
- 1936: The Case of the Velvet Claws
- 1937: Mord im Nachtclub (Co-Autor)
- 1937: Geheimbund Schwarze Legion
- 1939: Das zweite Leben des Dr. X (The Return of Dr. X)
- 1939: Vom Winde verweht – Orchestrierung
- 1941: Sein letztes Kommando – Orchestrierung
- 1955: Vom Himmel gefallen (Special Delivery)
- 1958: Die Fliege (1958) (als Dirigent)
- 1962: Bravados (als Orchestrator und Dirigent)
- 1963: The five cities of June (als Komponist und Dirigent)

### Musiken zu TV-Serien
Auf der Flucht (The Fugitive), Perry Mason, Lassie (1957–59) u. a.

## Andere Werke (Auswahl)
- Entice italienne Zeitstimmung, (für Frauenchor)
- Sketches/Suite für Orchester (Manuskript)
- Suite für Orchester (1927)
- Niederländisches Volkslied (Gesang und Klavier)
- Romantische Symphonie (1930/60)

 auf LP eingespielt mit dem Sinfonieorchester des NDR unter Hans Schmidt-Isserstedt (1960)
- Quintett für Oboe und Streicher, Jupiter-Music, Los Angeles, 1940
- Quintett für Bläser (Fl, Ob, Klar, Hrn, Fag) Scherzo mit Variante – Capriccio – Intermezzo – Finale Ms.
- Sinfonia concertante für Horn und Orchester, Jupiter-Music, Los Angeles, 1940
- Der Vagabund Suite für gr. Orchester (basierend auf eigenen Themen), München, 1956
- 20 Stücke für das Pianoforte